# Општински стадион Брага
Општински стадион Брага (порт. Estádio Municipal de Braga) је фудбалски стадион, са местима који су сви за седење, који се налази у Браги у Португаллији и садашњи дом фудбалског клуба Спортинг клуб де Брага. Има капацитет од 30.286 гледалаца, што га чини седмим највећим фудбалским стадионом у Португалији. Стадион је дизајнирао португалски архитекта Едуардо Соуто де Моура који је делом за овај дизајн добио Прицкерову награду за архитектуру.
Стадион је добио надимак А Педреира (Каменолом), јер је урезан у страну брда на његовом јужном крају, а изграђен је 2003. као једно од места одржавања Европског првенства у фудбалу 2004.
Стадион је изграђен за Европско првенство у фудбалу 2004. Фудбалска репрезентација Холандије одиграла је овде једну утакмицу током Европског првенства, које је било у групној фази против Летоније. Посебност стадиона је што иза голова нема трибина, већ велики зид са једне стране и брдо са друге стране. Спортинг клуб де Брага (С.К. Брага), који игра у Суперлиги, је редовни корисник овог стадиону. Клуб плаћа 500 евра месечно за најам стадиона.

## Историја стадиона
Пројекат за изградњу стадиона развио је 2000. године архитекта Едуардо Соуто Моура. Дана 5. јуна почео је програм изградње новог општинског стадиона за употребу за Европско првенство 2004. године, који је промовисало општинско веће Браге. Између 2002. и 2003. године изграђен је општински стадион. Огроман процес померања камења је у великој мери допринео коначним трошковима од 108,1 милиона евра, трећим најскупљим од десет нових стадиона изграђених за Еуро 2004, после Естадио да Луз (капацитет: 64.642) и Естадио до Драгао (капацитет: 50.033) у Порту, и четвртог по скупоће Естадио Жозе Алваладе (капацитет: 50.095). Фудбалском утакмицом између Спортинг Браге и Селте Виго стадион је свечано је отворен 30. децембра 2003.
Стадион је постао локација коју је одобрила УЕФА за домаћинство финала УЕФА Лиге Европе. На овом стадиону је одиграна утакмица између репрезентација из Групе Ц Бугарске и Данске (18. јуна 2004.) и утакмица између репрезентација из Групе Д Холандије и Летоније (22. јуна 2004.) Овај меч је био последњи догађај на стадиону током УЕФА шампионата 2004. године. У октобру исте године завршен јавни рад на Авенида до Естадио.

## Европско првенство 2004.
Стадион је био домаћин две утакмице групне фазе Европског првенства 2004.
| Датум         | Екипа #1  | Резултат | Екипа #2 | Фаза    | Гледалаца |
| ------------- | --------- | -------- | -------- | ------- | --------- |
| 18. јун 2004. | Бугарска  | 0 : 2    | Данска   | Група Ц | 24.131    |
| 23. јун 2004. | Холандија | 3 : 0    | Летонија | Група Д | 27.904    |

### Фудбалска репрезентација Португалије
Следеће утакмице репрезентација су одржане на стадиону
| #  | Датум               | Резултат | Противник  | Такмичење                 |
| -- | ------------------- | -------- | ---------- | ------------------------- |
| 1. | 31. март 2004.      | 1 : 2    | Италија    | Пријатељска               |
| 2. | 15. октобар 2008.   | 0 : 0    | Албанија   | Квалификације за СП 2010. |
| 3. | 11. септембар 2012. | 3 : 0    | Азербејџан | Квалификације за СП 2014. |
| 4. | 8. октобар 2015.    | 1 : 0    | Данска     | Квалификације за ЕП 2016. |
| 5. | 28. мај 2018.       | 2 : 2    | Тунис      | Пријатељска               |